# Brigitte Wawoe
Brigitte Wawoe-Ziegler (Heidelberg, 16 augustus 1939 - Wassenaar, 18 februari 2025) was een Nederlands beeldend kunstenaar, mede werkzaam in Curaçao. Ze maakte beelden van brons, steen, glas, koraal, hout en ijzer, en schilderijen in gemengde techniek.

## Opleiding
- 1958-1963 Kunst en filosofie, Universiteit van Heidelberg
- 1980-1982 Art section Morley College, Londen
- 1983-1988 Vrije Academie, Den Haag
- 1996-2000 Nationale en internationale workshops in schilder- en beeldhouwtechnieken

## Leven en werk
Wawoe kwam al jong in contact met kunst dankzij haar vader Josef Ziegler, die kunstenaar en architect was. Na haar opleiding in kunst en filososfie aan de Universiteit van Heidelberg gaf ze in Caracas, Venezuela, drie jaar les in kunst, Duits en filosofie. Van 1967 tot 1978 woonde ze in Curaçao en daarna twee jaar in Londen, waar ze post-graduate courses volgde aan het Morley College.

In 1980 verhuisde ze naar Nederland, maar ze kwam geregeld terug naar Curaçao voor exposities en om te werken in haar atelier in de steengroeve in Nieuwpoort. Voor haar beelden werkte zij het liefst met stenen van de Tafelberg, zoals marmer en calcietkristal. In Nederland werkte ze onder meer ook met dolomiet, serpentijn, travertijn en brons. Ze had een voorliefde voor de natuur van Curaçao, en ook in haar schilderijen stond de Tafelberg veelal centraal als onderwerp.
Wawoe gebruikte een breed scala aan technieken, materialen en vormen, maar was ook steeds op zoek naar nieuwe methoden en benaderingen. Ze heeft een onuitwisbare stempel gedrukt op de Curaçaose beeldhouwkunst. Haar werk hangt onder meer in de Centrale Bank van Curaçao en in het Avila Hotel in Willemstad.
Behalve als getalenteerd kunstenaar was zij binnen de Caribisch-Nederlandse gemeenschap van Curaçao ook bekend als docent en scoutingleider.
Brigitte Wawoe was getrouwd met de Curaçaose bestuurder Gilbert Wawoe. Ze overleed op 18 februari 2025 in Wassenaar op 85-jarige leeftijd.

## Exposities
Wawoe exposeerde geregeld in Nederland (Amsterdam, Den Haag, Tilburg, Nijmegen, Haren, Breda, Alkmaar, Maastricht en jaarlijks in Galerie De Molen in Wassenaar), Duitsland (Frankfurt, Hamburg, Keulen), Frankrijk, Verenigd Koninkrijk (Londen), Denemarken Kkopenhagen) en Curaçao (Gallery '86 en Landhuis Bloemhof).